# Torsten Bjarre
Torsten Bjarre (né le 22 mai 1915 et mort le 2 mars 2001) est un auteur de bande dessinée suédois. Son œuvre la plus connue est la bande dessinée humoristique Flygsoldat 113 Bom (sv), qu'il a animée de 1941 à 1971.

## Distinction
- 1971 : Prix Adamson du meilleur auteur suédois pour l'ensemble de son œuvre
- 1975 : Bourse 91:an